# Heinrich Goertz
Heinrich Goertz, zeitweise auch Heinz Goertz, (* 15. Mai 1911 in Duisburg; † 21. September 2006 in Bückeburg) war ein deutscher Bühnenbildner, Dramaturg, Maler, Journalist und Schriftsteller.

## Leben

### Studium und die Jahre bis 1945
Goertz stammte aus einer deutsch-niederländischen Familie vom Niederrhein. Sein Großvater mütterlicherseits war der in der Region bekannte Kirchenmaler Viktor Heinrich Moldrickx. Goertz’ eigener Berufswunsch war zunächst Reklamemaler. Ab 1930 studierte er an der Folkwangschule in Essen Freie Malerei bei Max Peiffer Watenphul. Als zweites Fach belegte Goertz Bühnenbild bei Hein Heckroth, den er später zu Erwin Piscator brachte.
Nach dem Studium folgten erste Ausstellungen, u. a. in der Rheinischen Sezession Düsseldorf und zweimal bei den Berlinern Sezessionisten. Um 1932 betrieb er unter dem Namen Hinz Goertz-Moldrickx zusammen mit fünf weiteren Künstlern, unter ihnen die beiden Maler Heinrich Seepolt und Volkram Anton Scharf, ein Atelier in Duisburg, Lessingstraße 2. Die Stadt Duisburg erwarb damals eines der ersten Bilder. In dem Duisburger Atelier entwickelte sich auch eine enge Freundschaft mit dem expressionistischen Holzschneider und NS-Gegner Heinz Kiwitz. Eine von Goertz an Kiwitz geschriebene und in dessen Berliner Wohnung gefundene Postkarte brachte die Polizei auf Goertz’ Spuren, und er wurde kurzzeitig inhaftiert.
Sein Aquarell auf die Zeit des Nationalsozialismus mit dem Titel Dumm und zufrieden wurde 1933 in der Ausstellung „Entartete Kunst“ gezeigt.
Neben der Malerei schrieb und publizierte Goertz bereits seit 1932 auch Erzählungen und Kurzgeschichten in verschiedenen Feuilletons erschienen – darunter das Gedicht „Der Mensch“ in der November 1932-Ausgabe der Zeitschrift Der Querschnitt.
1942 veröffentlichte Goertz im Karl Heinz Henssel Verlag unter dem Titel Johannes Geisterseher seinen ersten Roman, der auch 70 eigene Zeichnungen enthielt. Es grenzt schon an ein Wunder, dass dieses Werk von den Nationalsozialisten nicht verboten wurde, da es entgegen dem nationalsozialistischen Menschenbild eine education sentimentale in düsterer Zeit schildert.
Heinrich Goertz musste erleben, dass seine frühen Bilder im Atelier eines Freundes in Berlin in der Passauer Straße neben dem Kaufhaus des Westens bei einem Bombenangriff verbrannten – nur zwei Arbeiten aus der damaligen Zeit konnten gerettet werden.

### Die Arbeit am Theater 1943–1979
Die praktische Theaterarbeit begann 1943. Herbert Ihering machte Goertz mit Paul Verhoeven bekannt, der gerade Intendant des Theaters am Schiffbauerdamm geworden war. Er engagierte Goertz umgehend als Dramaturgen. 1944 wurden die Theater geschlossen. Goertz wurde dienstverpflichtet; parallel widersetzte er sich der einsetzenden Einziehung von Staatenlosen „deutscher Volkszugehörigkeit“ zur Waffen-SS durch fingierte Krankheiten, häufigen Wohnungswechsel und bis zum Kriegsende dann durch Verstecke auf dem Land.
Mit dem Ende der Zeit des Nationalsozialismus begann auch für Goertz ein neuer künstlerischer Anfang. Er wollte zum Theater. Wegen Brecht war er in den 1930er Jahren nach Berlin gekommen – nun war es soweit: Theater mit den Großen der ersten Stunde an den Ost-Berliner Bühnen: jetzt als Dramatiker, Bühnenbildner und Regisseur.
Erste Station war das Deutsche Theater (Berlin), wo am 22. September 1946 sein damals heiß umstrittenes Bühnenwerk Peter Kiewe uraufgeführt wurde. Heinrich Goertz markierte mit diesem Drama den Neubeginn junger deutschsprachiger Bühnenliteratur nach dem Krieg. Dieser Fakt ist in der Theaterliteratur dokumentiert und war u. a. 1990 auch Thema eines Seminars an der Berliner Humboldt-Universität.
Das Stück "Peter Kiewe" wirft anhand des Schicksals eines Deserteurs, der sein Leben retten kann, wenn er seine Kameraden eigenhändig erhängt, die Frage auf, ob man nach einer derart ungeheuerlichen Tat jemals wieder die menschliche Würde zurückgewinnen kann. Was Goertz in seinem Stück am individuellen Schicksal aufzeigte, war natürlich als Frage an die deutsche Befindlichkeit gerichtet, die nach der Zeit des Nationalsozialismus lieber schnell vergessen als aufarbeiten wollte. Das Stück war seiner Zeit voraus. Goertz in seiner damaligen Stellungnahme dazu: „..Den Auftretenden wird eine Haut nach der anderen abgezogen… und sie selbst sind von der schamlosen Lust beherrscht, sich charakterlich zu enthüllen.“ Das Anliegen des zornigen jungen Bühnenautors, die Demaskierung und Verdeutlichung von Tatbeständen und verborgenen Zusammenhängen im Geschehen, ist über all die Jahre auch immer sein Thema geblieben, dem er sich in den verschiedenen künstlerischen Disziplinen gewidmet hat.
Im Frühjahr 1948 führt Goertz Regie im Kabarett  „Frischer Wind“ für die Revue „Berlin – diesseits von Gut und Böse“ im Haus Vaterland am Potsdamer Platz. Am 2. August 1948 erfolgte die Abnahme des Programms durch den amerikanischen  russischen Zensor. 1949 muss das verlustreiche Vorhaben angesichts von Währungsreform und Berlin-Blockade aufgegeben werden.
Stationen seiner Theaterarbeit waren das Deutsche Theater, wo er 1947 unter der Intendanz von Wolfgang Langhoff die Bühnenbilder zu Ernst Tollers Stück "Pastor Hall" entwarf, die Ostberliner Volksbühne und das Theater am Schiffbauerdamm, wo sein Schauspiel „Das Leben kein Traum“ in der Regie von Fritz Wisten und mit der Musik von Paul Dessau uraufgeführt und nach nur fünf Aufführungen von der SED abgesetzt wurde, außerdem die Volksbühne am Rosa-Luxemburg-Platz. Goertz' Ziel war immer zupackendes, kräftiges Theater mit der Absicht einer aufbauenden Gesellschaftskritik.
Nach dem Mauerbau 1961 arbeitete Goertz zunächst weiter an der Ostberliner Volksbühne, wohnte im Westteil in der Künstlerkolonie Berlin (Bonner Str. 12), bis er 1963 vor die Alternative gestellt wurde, auch im Ostteil zu leben oder den Vertrag zu lösen. Goertz entschied sich für den Westen und damit für eine neue Herausforderung. Erwin Piscator holte ihn 1965 als Chefdramaturg an die Freie Volksbühne Berlin. Für Piscator war das Theater ein Parlament, das Publikum eine gesetzgebende Körperschaft. Es folgte bis zum Tod Piscators am 30. März 1966 eine intensive Zeit gemeinsamer Arbeit. Über den Menschen und das künstlerische Schaffen Piscators hat Goertz eine Monographie verfasst. 1967 folgt Goertz dem Ruf des Hannoveraner Intendanten Franz Reichert als Chefdramaturg ans dortige Staatsschauspiel.

### Arbeit als freier Schriftsteller, Journalist und Maler 1970–2006
1970 traf er dann die Entscheidung, sich nicht länger in der Theaterbürokratie aufzureiben. Nach 50 Inszenierungen an Theatern und weiteren 20 für die Unterhaltungsabteilung des ostdeutschen Fernsehfunks Berlin-Adlershof unternahm er wieder einen neuen Anfang als freier Schriftsteller, Maler und Journalist.
Seit 1963 hatte Goertz wieder zu malen begonnen und stellte 1969 auf Einladung des Galeristen Konrad Jule Hammer 22 Werke im Haus am Lützowplatz in Berlin aus. In der Folge wurde sein breites künstlerisches Werk in zahlreichen Gruppen- und Einzelausstellungen vielfach präsentiert.
Goertz verfasste darüber hinaus nahezu 1.000 Beiträge für Zeitschriften und Zeitungen und veröffentlichte Erzählungen und Gedichte in Anthologien und im Rundfunk. Ferner verfasste er Hörspiele, Bühnenstücke, die beiden Romane Johannes Geisterseher und Lachen und Heulen sowie die Rowohlt-Monographien zu Erwin Piscator, Gustaf Gründgens, Hieronymus Bosch und Friedrich Dürrenmatt.
1983 erhielt er das Künstlerstipendium des Landes Niedersachsen. Zu seinem 90. Geburtstag 2001 erschienen Würdigungen in in- und ausländischen Zeitungen.
Goertz lebte zuletzt mit seiner Frau und Mitarbeiterin Angela Goertz in Auetal in der Nähe von Hannover.

## Werke

### Romane
- Johannes Geisterseher. Roman. Berlin, Karl Heinz Henssel Verlag 1942.[13]
- Lachen und Heulen. Roman. München, List-Verlag 1982, ISBN 3-471-77632-X[14]

### Bühnenwerke und Uraufführungen
- Das Donnerwetter : Schauspiel in fünf Akten, Berlin W 15, Aufbau-Bühnen-Vertrieb 1945[15]
- Doktor Wanner : Schauspiel in 4 Akten. Von Friedrich Wolf zs. mit Heinrich Goertz. Berlin: Aufbau-Bühnen-Vertrieb 1945.
- Die Erbschaft des Galuche. Lustspiel in 3 Akten von Alin Monjardin. Übers. v. Heinrich Goertz. 1946[16]
- Peter Kiewe : oder Die Methode von Thaddäus Wohltat und Dr. Ast. Drama. Berlin : Henschel & Sohn 1946. Uraufführung 22. Juli 1946 am Deutschen Theater Berlin[17]
- Das goldene Tal. Von Michail Arkad'evič Svetlov. Ins Dt. übertr. von Tatjana Greif u. Heinrich Goertz. Die Gedichte übers. Hedda Zinner. Ausgabe: Als Ms. vervielf. Berlin : Henschel 1950
- Das Institut des Herrn Maillard. Uraufführung 1950 am Ernst-Barlach-Theater in Güstrow[18]
- Das Leben kein Traum. Uraufführung 1951 am Theater am Schiffbauerdamm Berlin[19]
- Seán O’Casey: Abschied 4 Uhr früh – Regie: Volksbühne Berlin – Theater im 3. Stock, 1959
- Die schreckliche Gesellschaft auf dem Dachboden. Uraufführung 1962 am Schauspielhaus Bochum[20]
- Die Antigone des Sophokles. Zs. mit Heinrich Kreppel. Schauspiel. Uraufführung: 13. März 1969 Hannover, Landestheater
- Candide oder der Optimismus nach Voltaire. Uraufführung 1985 am Staatsschauspiel Hannover[21]
- Die Antigone des Sophokles / in der Fassung von Heinrich Goertz. Boing & Co. Badische Landesbühne Bruchsal. Die Badische Landesbühne Corporation, Bruchsal 1991.[22]

### Rowohltmonographien
- Erwin Piscator in Selbstzeugnissen und Bilddokumenten. 1974, ISBN 978-3-499-50221-7 (früher: ISBN 3-499-50221-6)
- Hieronymus Bosch in Selbstzeugnissen und Bilddokumenten. 1977, ISBN 978-3-499-50237-8 (früher: ISBN 3-499-50237-2)
- Gustaf Gründgens. 1982, ISBN 978-3-499-50315-3 (früher: ISBN 3-499-50315-8)
- Friedrich Dürrenmatt mit Selbstzeugnissen u. Bilddokumenten. 1987, ISBN 978-3-499-50380-1 (früher: ISBN 3-499-50380-8)

### Hörspiele
- Jack the Ripper. 1975[23]
- Joachimsthaler 35 (Mord in der Joachimsthaler). 1976[24]

### Varia und Ausstellungskataloge
- Theater am Schiffbauerdamm : 5 Jahre Intendanz Fritz Wisten / [Red. Heinrich Goertz]. Berlin : Greif 1951
- Komödiantisches Theater. Fritz Wisten und sein Ensemble. Hrsg. von Heinrich Goertz und Roman Weyl. Henschelverlag 1957
- Macbeth : Tragödie von William Shakespeare / aus dem Urtext übertr. von Rudolf Schaller. [Red.: Heinrich Goertz]. Berlin 1959
- Außenpositionen des Realen : Günter Anlauf, Chargesheimer, Heinrich Goertz, Grandville, Gudrun von Leitner, Male ; Ausstellung vom 11. Oktober bis 2. November 1969 Haus am Lützowplatz, Berlin 1969
- Das Porträt als Auftrag : e. Werkstattbuch / Hrsg. u. Träger d. gleichnamigen Ausstellung Kunstamt Wilmersdorf. Texte u. Red. Udo Christoffel. Einf. Heinrich Goertz. Über Hanns Fechner Kurt Pomplun. Fotos Ingeborg Lommatzsch. Berlin : Kunstamt Wilmersdorf 1974
- In den Zelten : Vergnügen in Tiergarten ; Haus am Lützowplatz in Zusammenarbeit mit Neue Heimat Berlin Dezember 1976 – Februar 1977 / Dokumentation: Heinrich Goertz, Siegfried Kiok und Kurt Pomplun. Ausstellung, Berlin, 1976
- Lützowplatz-Chronik : Wandlungen in Tiergarten ; [Haus am Lützowplatz Juni – September 1977] / Dokumentation: Heinrich Goertz, Siegfried Kiok und Kurt Pomplun, Ausstellung, Berlin: Fördererkreis 1977
- Bilder, Zeichnungen, Lithographien; Niederrheinisches Freilichtmuseum, Grefrath, Kreis Viersen, 18. Dezember 1977 – 26. Februar 1978 / Museumsverein Dorenburg e.V. Niederrheinisches Freilichtmuseum Corporation Museumsverein Dorenburg. Grefrath: Museumsverein Dorenburg 1977
- "Vom Stückeschreiben im demokratischen Sektor". In: Theater in Berlin nach 1945 : Materialien für e. Diskussion / Dramaturgische Gesellschaft. Berlin, 1984. S. 7–13[25].
- Arnold Leissler. Braunschweig: Westermann 1984 (Niedersächsische Künstler der Gegenwart; N.F., Bd. 23), ISBN 978-3-14-509123-2 (früher: 3145091239)
- "Die zwanziger Jahre 1920-1929" in: Kultur-Tagebuch : 1900 bis heute. Braunschweig: Westermann 1984.
- Johann Wolfgang Goethe : Öl auf Leinwand. In: Goethe-Gesellschaft in Weimar Bremer Ortsvereinigung: Jahresheft // Bremer Ortsvereinigung der Goethe-Gesellschaft in Weimar. – Bremen, ZDB-ID 12925020, 1994. (1994). S. 5 : Ill[26]
- Erzählende Malerei. (Katalog der Werkausstellung im Kubus Hannover), veranstaltet vom Kulturamt der Landeshauptstadt Hannover, Hannover, Schäfer 1997.
- "Mein Lehrer Max Peiffer Watenphul” in: Essen exhibition catalogue (2006), pp. 24–29[27][28].

Darüber hinaus Mitarbeit über Jahrzehnte am (Berliner) Tagesspiegel, Rheinische Post, General-Anzeiger Bonn, Stuttgarter Zeitung, Hannoversche Allgemeine Zeitung, Wiener Zeitung u. a.

### Ausstellungen in Auswahl
Einzelausstellungen und Ausstellungsbeteiligungen im In- und Ausland sowie diverse öffentliche Ankäufe u. a.:
- 1963: Galerie Konrad Jule Hammer im Haus am Lützowplatz in Berlin
- 1972: Galerie Limbrock, Dinslaken
- 1972: Galerie Hüning, Münster
- 1975: Galerie Schwertl, Fürth
- 1975: Galerie Zierenberg, Kassel
- 1975: Galerie Horst Behrend, Berlin
- 1977: Haus am Lützowplatz, Berlin[29]
- 1977: Niederrheinisches Freilichtmuseum, Grefrath[30]
- 1980: kubus, Hannover[31]
- 1991: Stadtbibliothek Bremen
- 1993: Posthof, Nienburg
- 1997: Kubus, Hannover[32][33]
- 1999: Teehäuschen, Bad Freienwalde
- 2000: Buch- und Kunsthandlung Leuwer, Bremen
- 2001: arche, Hameln[34]
- 2006: Literarische Woche Bremen[35]
- 2006: Stadtbibliothek Bremerhaven
- 2009: Villa Duconténia, Saint-Jean-de-Luz (Frankreich)

## Theater / Kabarett (Regie)
- 1947: Der Spekulant nach Honoré de Balzac – Theater am Schiffbauerdamm
- 1948: Autorenkollektiv: Leben in Ruinen – (Frischer Wind (Kabarett) im Haus Vaterland Berlin)
- 1948: Awo-Erge-Heitzenröther: Berlin – diesseits von Gut und Böse – (Frischer Wind (Kabarett) im Haus Vaterland Berlin)
- 1952: Drei Einakter: FEIERTASGSTRAUM VOR DEM ESSEN von Ostrowski – DER BÄR von Tschechow – DIE SPIELER von Gogol, Regie: Heinrich Goertz und Kurt Jung-Alsen – Theater am Schiffbauerdamm
- 1956: Johannes Wüsten: Bessie Bosch (Otto Leuschner) – Regie: Heinrich Goertz (Volksbühne Berlin – Theater im III. Stock)
- 1959: Seán O’Casey: Abschied 4 Uhr früh (Gerichtspräsident) – (Volksbühne Berlin – Theater im 3. Stock)